# スマイル スマイル
『スマイル スマイル』は、平原綾香の29枚目のシングル。2012年7月4日にドリーミュージックから発売された。

## 解説
NHK総合テレビ『ダーウィンが来た! 〜生きもの新伝説〜』の新テーマソング（2012年4月 - 2019年3月）として製作された楽曲で、地球・生き物・人間たちへの応援歌がコンセプトとなっている。
作曲は『ダーウィンが来た!』の先代テーマソングであった「Voyagers」と同じく内池秀和が行っている。
翌2013年に平原がナユタウェイブレコーズに移籍したため、本曲がドリーミュージックからリリースされた最後のシングル曲となった。

## 収録曲
1. スマイル スマイル [4:36]
作詞：平原綾香 / 作曲：内池秀和 / 編曲：坂本昌之
2. Boy, I Wish You Were Here 〜ここにいてくれたら〜 [3:37]
作詞・作曲：aika/Nicolas Farmakalidis / 編曲：Nicolas Farmakalidis
3. スマイル スマイル 〈Vocal-less Track〉 [4:36]
4. Boy, I Wish You Were Here 〜ここにいてくれたら〜 ＜Vocal-less Track＞ [3:37]

## 楽曲の収録アルバム
スマイル スマイル
- 『10周年記念シングル・コレクション 〜Dear Jupiter〜』